# Sinjeong

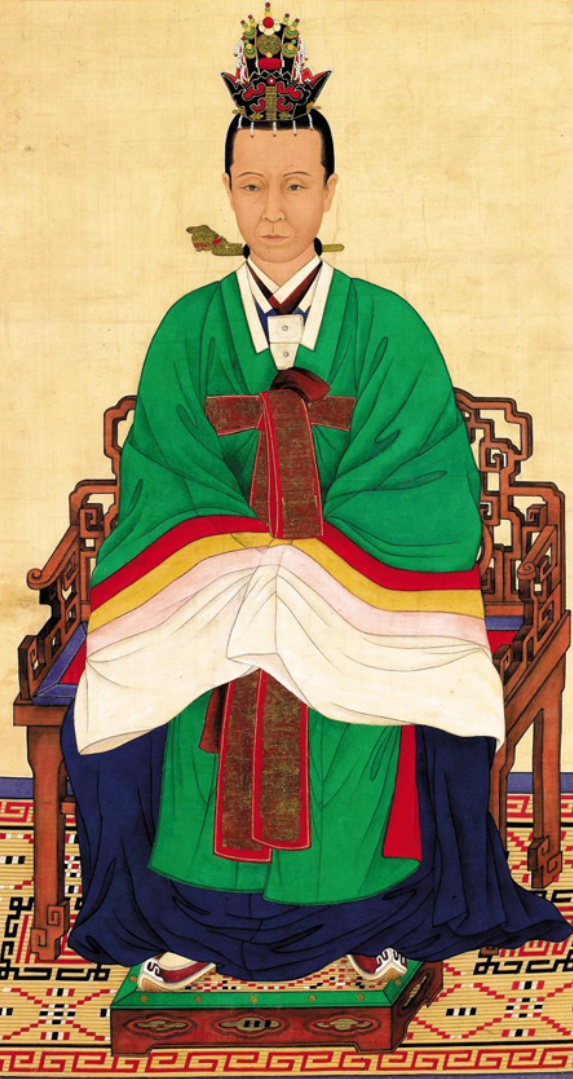
Königin Sinjeong

Königin Sinjeong (koreanisch 신정왕후; * 9. Januar 1809; † 23. Mai 1890) war Regentin für König Gojong von Joseon und Gemahlin des Kronprinzen Hyomyeong. Sie war nie offiziell Königin, erhielt aber als Witwe den Titel Königinwitwe.

## Leben

### Herkunft
Sinjeong entstammt der Pungyang-Jo-Familie und war die Tochter von Jo Man-yeong und der Dame Song der Eunjin-Song-Familie.

### Als Kronprinzessin
1819 wurde sie die Gemahlin des Kronprinzen und gebar am 8. September 1827 einen Sohn, den zukünftigen König Heonjong. Ab 1827 fungierte der Kronprinz als Regent für seinen kranken Vater König Sunjo. Der Kronprinz starb 1830 und König Sunjo 1834.

### Als Königinwitwe
Ihr Sohn bestieg 1834 als König Heonjong den Thron und heiratete 1837 unter der Regentschaft der Königin Sunwon aus der Familie Andong-Kim eine Tochter ihrer Familie. Seine Gemahlin verstarb aber schon 1843 mit 15 Jahren, sie wurde postum mit dem Titel Königin Hyohyeon geehrt. 1844 heiratete er eine Tochter aus der Namyang-Hong-Familie. Nach dem Ende der Regentschaft gelangte die Familie Sinjeongs zu mehr Macht. Als die katholische Missionierung in Korea überhandnahm, wurden auf Befehl des Königs hunderte Missionare getötet, beeinflusst wurde er hierbei von der Pungyang-Jo-Familie, die überaus antikatholisch ausgerichtet war.

### Als Großköniginwitwe
Ihr Sohn starb am 25. Juli 1849 kinderlos. Der Adoptivsohn der Königin Sunwon, die ebenso die Regentschaft für ihn übernahm, bestieg nun als König Cheoljong den Thron, dieser starb aber schon im Januar 1864 ebenfalls ohne Erben.
Um die Macht der Pungyang-Jo Familie zu stärken, setzte sie Yi Myeong-bok als König Gojong auf den Thron und übernahm die Regentschaft, das zerstörte die Macht der Andong-Kim-Familie endgültig.
Sie selbst regierte mit der Hilfe von Heungseon Daewongun, dem Vater Gojongs, im Jahr 1866 trat sie selbst die volle Macht an ihn ab und war nur noch symbolisch Regentin. Sie starb 1890 und wurde postum mit dem Titel Kaiserin Shinjeongik geehrt.